# Хавортия Байера
Хавортия Байера (лат. Haworthia bayeri) — вид многолетних суккулентных растений рода Хавортия (Haworthia), семейства Асфоделовые (Asphodeloideae), эндемично произрастающий на территории Капской провинции Южно-Африканской Республики на плато Малое Кару.
Растение характеризуется сетчатыми листьями, вызывающими высокий спрос благодаря привлекательным узорам. Тем не менее, его рост медленный, и культивация встречается довольно редко. На поверхности листьев разнообразны случайные тонкие белые полосы, простирающиеся от оливково-зелёного до красного цвета. Некоторые экземпляры обладают блестящей, практически стеклянной поверхностью.

## Название
Родовое латинское (научное) название Haworthia (Хавортия) дано в честь английского ботаника и энтомолога Адриана Хэуорта (1767—1833).
Видовой латинский эпитет bayeri был дан в честь Мартина Брюса Байера, южноафриканского сельскохозяйственного энтомолога, специалиста по хавортиям и садовника, бывшего куратора Национального ботанического сада Кару в Вустере, ЮАР.

## Места обитания
Южная Африка. Западно-Капская провинция: плато Малое Кару. От Оудсхурна в западной части ареала до городка Юниондейл на востоке. 
Вид занесен в Красную книгу и имеет статус «Сокращающийся в численности».

## Описание

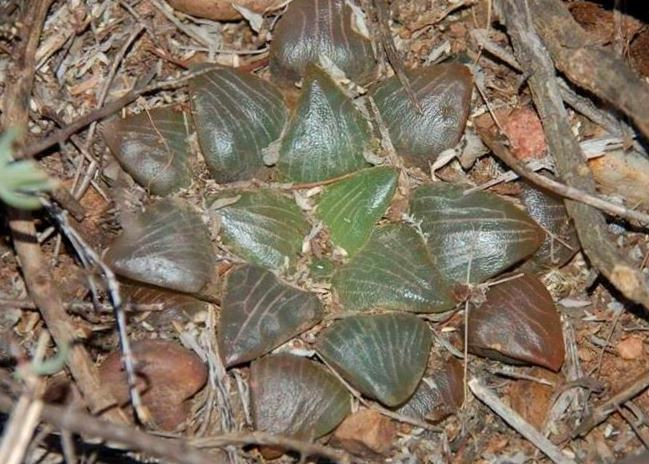
В естественной среде обитания, ЮАР

Розетки, как правило, одиночные, без стеблей, диаметром 8–10 см, но со временем могут образовываться небольшие холмики. Листья представляют собой 15–20 треугольных, сетчатых структур, окрашенных в оттенки лимонно-зелёного, тёмно-коричневато-зелёного, черновато-зелёного или красноватого цвета. Они слегка шершавые, более или менее стеклянные, с мелкими шипами или гладкими по краям, заканчиваются округлым кончиком. Кончик бывает непрозрачным, иногда с редким сетчатым рисунком или продольными белыми или розовыми линиями.
Соцветие представляет собой рыхлую кисть с 15–25 цветками, высотой до 30 см. Оно бывает одиночным, прямым и жилистым. Цветки беловатые и обладают типичной структурой, окраской и плодами для данного рода.

## Таксономия
Haworthia bayeri J.D.Venter & S.A.Hammer, первое упоминание в Cact. Succ. J. (Los Angeles) 69: 75 (1997).

### Синонимы
- Haworthia hayashii M.Hayashi
- Haworthia indigoa M.Hayashi
- Haworthia jadea M.Hayashi
- Haworthia laeta M.Hayashi
- Haworthia truterorum Breuer & Marx
- Haworthia bayeri var. hayashii (M.Hayashi) Breuer
- Haworthia bayeri var. jadea (M.Hayashi) Breuer
- Haworthia indigoa var. truterorum (Breuer & Marx) Breuer
- Haworthia hayashii M.Hayashi

## Культивация
Может выращиваться как комнатное растение. Уход стандартный для хавортий. Вид считается очень неприхотливым. В сухом грунте может переносить заморозки до  −5 °C, но не долго. Размножается семенами, листовыми черенаками.